# Dekanat Działdowo
Dekanat Działdowo – jeden z 24 dekanatów w rzymskokatolickiej diecezji toruńskiej, w rejonie brodnickim, najbardziej wysunięty na wschód.

## Historia
Jan Paweł II bullą "Totus Tuus Poloniae Populus" z 25 marca 1992, w myśl wskazań Soboru Watykańskiego II dokonał reorganizacji struktur administracyjnych Kościoła katolickiego w Polsce, ustalając nowy podział diecezji i prowincji kościelnych. Powstała wówczas nowa diecezja toruńska, w skład której wszedł dekanat działdowski należący poprzednio do diecezji chełmińskiej z siedzibą w Pelplinie.
Obecny kształt dekanat uzyskał 2 grudnia 2001 roku po reorganizacji struktur diecezjalnych, którą przeprowadził ówczesny biskup toruński Andrzej Suski.

## Parafie
Lista parafii (stan z 12 października 2023):
| Lp | Miejscowość / parafia | Proboszcz / administrator    | Miejscowości                                                                                                | Odpust | Zdjęcie |
| -- | --- | ---------------------------- | --- | --- | ------- |
| 1  | Białuty parafia św. Jakuba Apostoła, od 1371 | ks. Jacek Suwiński           | Białuty, Chorab, Dźwierznia, Białuty-Kolonia, Pruski, Purgałki, Szczepka                                    | Świętego Jakuba Apostoła (ostatnia niedziela lipca) oraz Narodzenia Najświętszej Maryi Panny (niedziela po 8 września)                                                                                   |         |
| 2  | Działdowo parafia Podwyższenia Krzyża Świętego, od 1 listopada 1987 | ks. kan. Stanisław Kadziński | część Działdowa oraz Bursz, Księży Dwór, Kurki, Pierławki, Prusinowo, Rudolfowo, Rywociny, Wysoka, Zakrzewo | Podwyższenia Krzyża Świętego (niedziela po 14 września) |         |
| 3  | Działdowo parafia św. Katarzyny Aleksandryjskiej, Sanktuarium Diecezjalne Błogosławionych Męczenników Arcybiskupa Antoniego Juliana Nowowiejskiego i Biskupa Leona Wetmańskiego, od 22 września 1996 | ks. Szymon Chachulski        | część Działdowa oraz Malinowo                                                                               | Świętej Katarzyny Aleksandryjskiej (niedziela około 25 listopada) oraz Błogosławionych Antoniego Juliana Nowowiejskiego i Leona Wetmańskiego, biskupów i męczenników (niedziela przed lub po 12 czerwca) |         |
| 4  | Działdowo parafia św. Wojciecha, od 28 stycznia 1860 | ks. Krzysztof Adam Rynkowski | część Działdowa oraz Kolgartowo, Komorniki, Kisiny                                                          | Świętego Wojciecha (ipsa die) oraz Wniebowzięcia Najświętszej Maryi Panny (ipsa die) |         |
| 5  | Burkat parafia św. Jana Pawła II w Burkacie, od 1 sierpnia 2013 | ks. dr Dawid Galanciak       | Burkat, Filice, Klęczkowo, Krasnołąka, Pożary, Wilamowo                                                     | Świętego Jana Pawła II, papieża (niedziela po 22 października) |         |
| 6  | Iłowo-Osada parafia MB Królowej Różańca Świętego, od 1 kwietnia 1928 | ks. kan. Jan Pezara          | Dwukoły, Iłowo-Osada, Janowo, Kraszewo, Sochy                                                               | Matki Bożej Królowej Różańca Świętego (niedziela po uroczystości) oraz Najświętszego Serca Pana Jezusa (niedziela po uroczystości)                                                                       |         |
| 7  | Narzym parafia św. Jana Chrzciciela, od 1 marca 1972 | ks. kan. Tadeusz Kaczyński   | Brodowo, Narzym, Wierzbowo, Mansfeldy, Gajówki                                                              | Świętego Jana Chrzciciela (24 czerwca) |         |
| 8  | Turza Wielka parafia MB Różańcowej, od 1 lipca 1935 | ks. Krzysztof Fidorowicz     | Kramarzewo, Myślęta, Niestoja, Sękowo, Skurpie, Turza Wielka, Uzdowo                                        | Matki Bożej Różańcowej (pierwsza niedziela po 7 października) |         |

## Sąsiednie dekanaty
Grunwald (archidiec. warmińska), Kozłowo (archidiec. warmińska) Lidzbark Welski, Mława (diec. płocka), Rybno Pomorskie, Żuromin (diec. płocka)